# Combremont-le-Grand

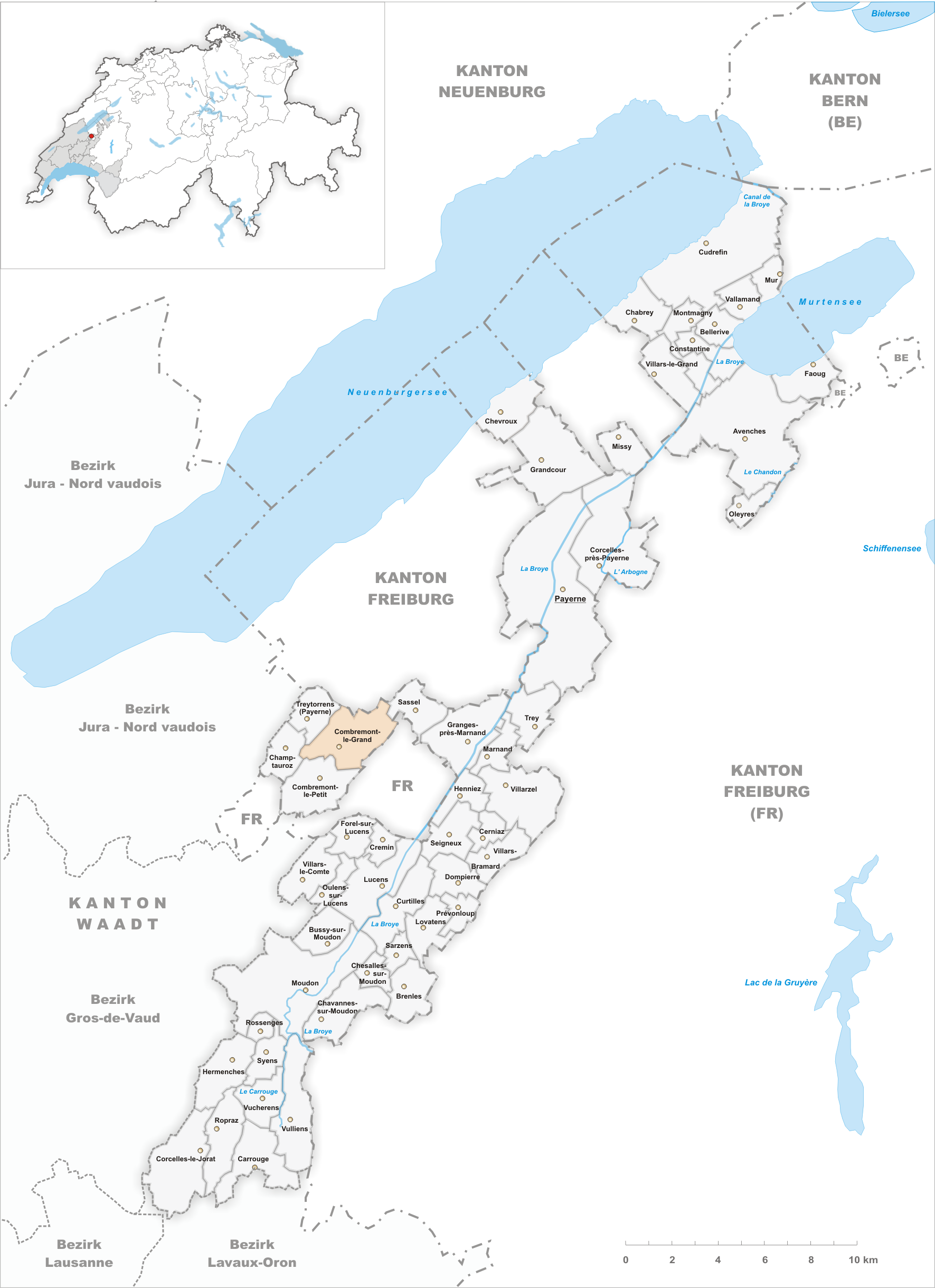
Gemeindestand vor der Fusion am 30. Juni 2011

Combremont-le-Grand war bis zur Fusion zu Valbroye am 1. Juli 2011 eine politische Gemeinde im Distrikt Broye-Vully des Kantons Waadt in der Schweiz.

## Geographie
Combremont-le-Grand liegt auf 674 m ü. M., elf Kilometer südwestlich des Bezirkshauptorts Payerne (Luftlinie). Das Haufendorf erstreckt sich an aussichtsreicher Lage auf einer Hochfläche zwischen den Tälern der Petite Glâne und der Lembe, im Molassehügelland des nördlichen Waadtländer Mittellandes.
Die Fläche des 6,6 km² grossen ehemaligen Gemeindegebiets umfasst einen Abschnitt des Hügellandes zwischen dem Neuenburgersee und dem Broyetal. Der zentrale Gemeindeteil wurde von der offenen Hochfläche von Combremont eingenommen, die nach Süden zum Tal eines linken Seitenbachs der Lembe abfällt. Im Westen reicht das Gebiet auf den Hügel La Chavanne (685 m ü. M.) und an die Petite Glâne. Auch gegen Norden fliessen zwei kleine Bäche, die auf der Höhe von Combremont-le-Grand entspringen, in das Tal der Petite Glâne. Nach Nordosten erstreckte sich der Gemeindeboden in den ausgedehnten Wald Bois d'Aclex (742 m ü. M.) und erreicht auf der Höhe des Grand Bois östlich von Aclex mit 756 m ü. M. den höchsten Punkt von Combremont-le-Grand. Von der Gemeindefläche entfielen 1997 4 % auf Siedlungen, 20 % auf Wald und Gehölze und 76 % auf Landwirtschaft.
Zur Gemeinde Combremont-le-Grand gehörten der Weiler Aclex (723 m ü. M.) auf dem Höhenrücken am Rand des Bois d’Aclex sowie einige Einzelhöfe. Nachbargemeinden von Combremont-le-Grand waren Treytorrens (Payerne), Champtauroz, Combremont-le-Petit und Sassel im Kanton Waadt sowie Surpierre und Nuvilly im Kanton Freiburg.

## Bevölkerung
Mit 311 Einwohnern (Stand 31. Dezember 2010) gehörte Combremont-le-Grand zu den kleinen Gemeinden des Kantons Waadt. Von den Bewohnern sind 92,9 % französischsprachig, 4,9 % deutschsprachig und 1,3 % portugiesischsprachig (Stand 2000). Die Bevölkerungszahl von Combremont-le-Grand belief sich 1850 auf 444 Einwohner, 1900 auf 441 Einwohner. Nachdem die Bevölkerung bis 1980 auf 278 Personen abgenommen hatte, blieb die Einwohnerzahl seither praktisch stabil.

## Wirtschaft
Combremont-le-Grand war bis in die zweite Hälfte des 20. Jahrhunderts ein vorwiegend durch die Landwirtschaft geprägtes Dorf. Noch heute haben der Ackerbau, der Obstbau und die Viehzucht eine wichtige Bedeutung in der Erwerbsstruktur der Bevölkerung. Weitere Arbeitsplätze sind im lokalen Kleingewerbe und im Dienstleistungssektor vorhanden. In den letzten Jahrzehnten hat sich das Dorf mit dem Bau eines neuen Einfamilienhausquartiers auch zu einer Wohngemeinde entwickelt.

## Verkehr
Combremont-le-Grand liegt abseits der grösseren Durchgangsstrassen an einer Verbindungsstrasse von Estavayer-le-Lac nach Thierrens. Durch einen Postautokurs, der von Payerne nach Combremont-le-Petit verkehrt, ist Combremont-le-Grand an das Netz des öffentlichen Verkehrs angebunden. Auch ein Rundkurs von Estavayer-le-Lac durch das Hinterland bedient das Dorf.

## Geschichte
Die erste schriftliche Erwähnung erfolgte bereits im Jahr 911 unter dem Namen Cumbromo, als das Dorf durch eine Schenkung an den Bischof von Lausanne gelangte. Später erschienen die Bezeichnungen Cumbremont (1142), Combremont (1184), Cumbremunt (1225) und Conbremont (1233). Der Ortsname geht auf das altfranzösische Wort combre (Zusammenfluss) zurück.
Seit dem Mittelalter bildete Combremont-le-Grand der Mittelpunkt der Herrschaft Combremont. Nach dem Aussterben des Adelsgeschlechts de Combremont gab es mehrere Besitzerwechsel. Mit der Eroberung der Waadt durch Bern im Jahr 1536 wurde die Herrschaft zwischen Bern und Freiburg aufgeteilt. Der Hauptteil mit dem Dorf Combremont-le-Grand kam an Bern, das den Ort unter die Verwaltung der Vogtei Moudon stellte. Nach dem Zusammenbruch des Ancien Régime gehörte Combremont-le-Grand von 1798 bis 1803 während der Helvetik zum Kanton Léman, der anschliessend mit der Inkraftsetzung der Mediationsverfassung im Kanton Waadt aufging. 1798 wurde das Dorf zunächst dem Bezirk Moudon zugeteilt, 1803 kam es an den Bezirk Payerne.

## Sehenswürdigkeiten

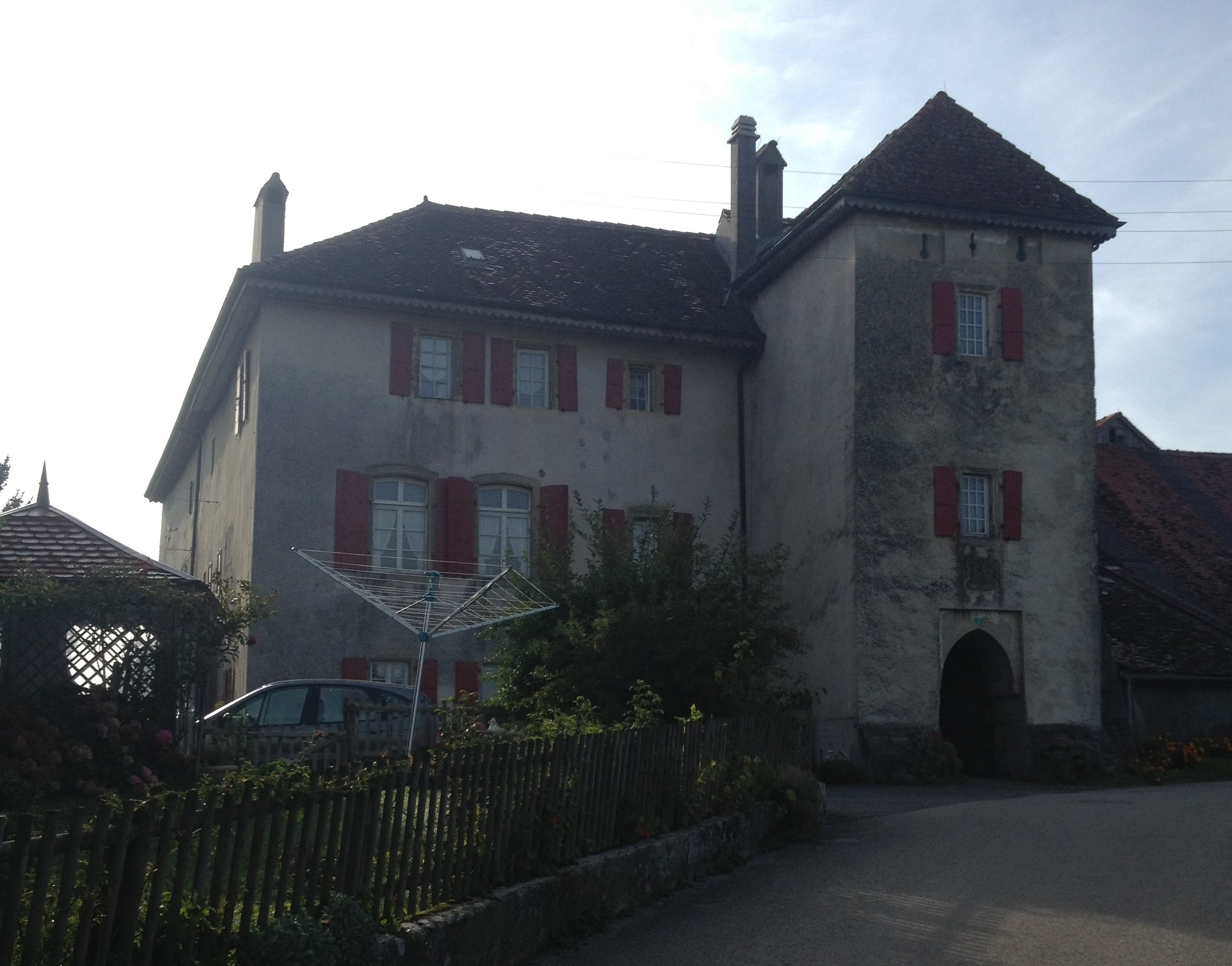
Château de Combremont-le-Grand

Bereits seit der ersten Nennung im 10. Jahrhundert bestand in Combremont-le-Grand eine Kapelle. Die heutige Kirche wurde 1824 bis 1825 neu erbaut, während das Pfarrhaus von 1765 stammt. Das Schloss, ehemals Sitz der Herren von Combremont, wurde 1330–40 errichtet und in den nachfolgenden Jahrhunderten mehrfach umgestaltet und restauriert. Es besitzt einen mittelalterlichen Torturm, durch den man in einen kleinen Innenhof mit Arkaden gelangt. Im Obergeschoss befand sich früher eine Holzgalerie, die heute geschlossen ist. Im Ortskern sind einige stattliche Bauernhäuser aus dem 17. bis 19. Jahrhundert erhalten.